# Pelecopsis bishopi
Pelecopsis bishopi är en spindelart som beskrevs av Benjamin J. Kaston 1945. Pelecopsis bishopi ingår i släktet Pelecopsis och familjen täckvävarspindlar. Inga underarter finns listade i Catalogue of Life.